# Galilea (Spagna)
Galilea è un comune spagnolo di 283 abitanti situato nella comunità autonoma di La Rioja.